# Červeňák (most)
Červeňák je název pro historický most přes Chrudimku v Pardubicích, který se nalézá v prostoru bývalého armádního cvičiště 1. železničního pluku. Byl řadu let veřejnosti nepřístupný, jelikož se nacházel uzavřeném vojenském prostoru, po opuštění nedalekých Masarykových kasáren armádou v roce 2012 ale přestal být střežen.
Most byl vybudován v roce 1935 pardubickým 1. železničním plukem. Konstrukce střední hlavní části původně stála od roku 1910 v místě dnešního Prokopova mostu asi dva a půl kilometru níže po proudu, kde ovšem přestávala vyhovovat provozu. Vojáci 1. železničního pluku konstrukci vysunuli o něco severněji a na jejím místě byl vybudován most nový. Po jeho zprovoznění byla konstrukce rozebrána, přepravena na stávající místo v prostoru vojenského cvičiště a kvůli větší šíři toku doplněna o okrajové části. Svůj název získal podle červeného nátěru, ten se ale do dnešních dnů nedochoval. Most byl dlouho v uzavřeném vojenském prostoru, po opuštění nedalekých Masarykových kasáren armádou ale přestal být střežen a začali ho využívat pěší a cyklisté. Pro běžnou automobilovou dopravu není včetně příjezdových komunikací sjízdný. V současné době jsou v Pardubicích vedeny diskuse o jeho využití při vybudování silniční propojky mezi Višňovkou a Pardubičkami a zároveň o vzniku stejnojmenného přírodního parku v prostoru málo dotčeného bývalého vojenského cvičiště.
V roce 2023 byl most zcela uzavřen.
Asi 300 metrů severněji po proudu Chrudimky se nachází původně železniční tzv. Kohnův most (název podle dřívější konstrukce).

## Galerie

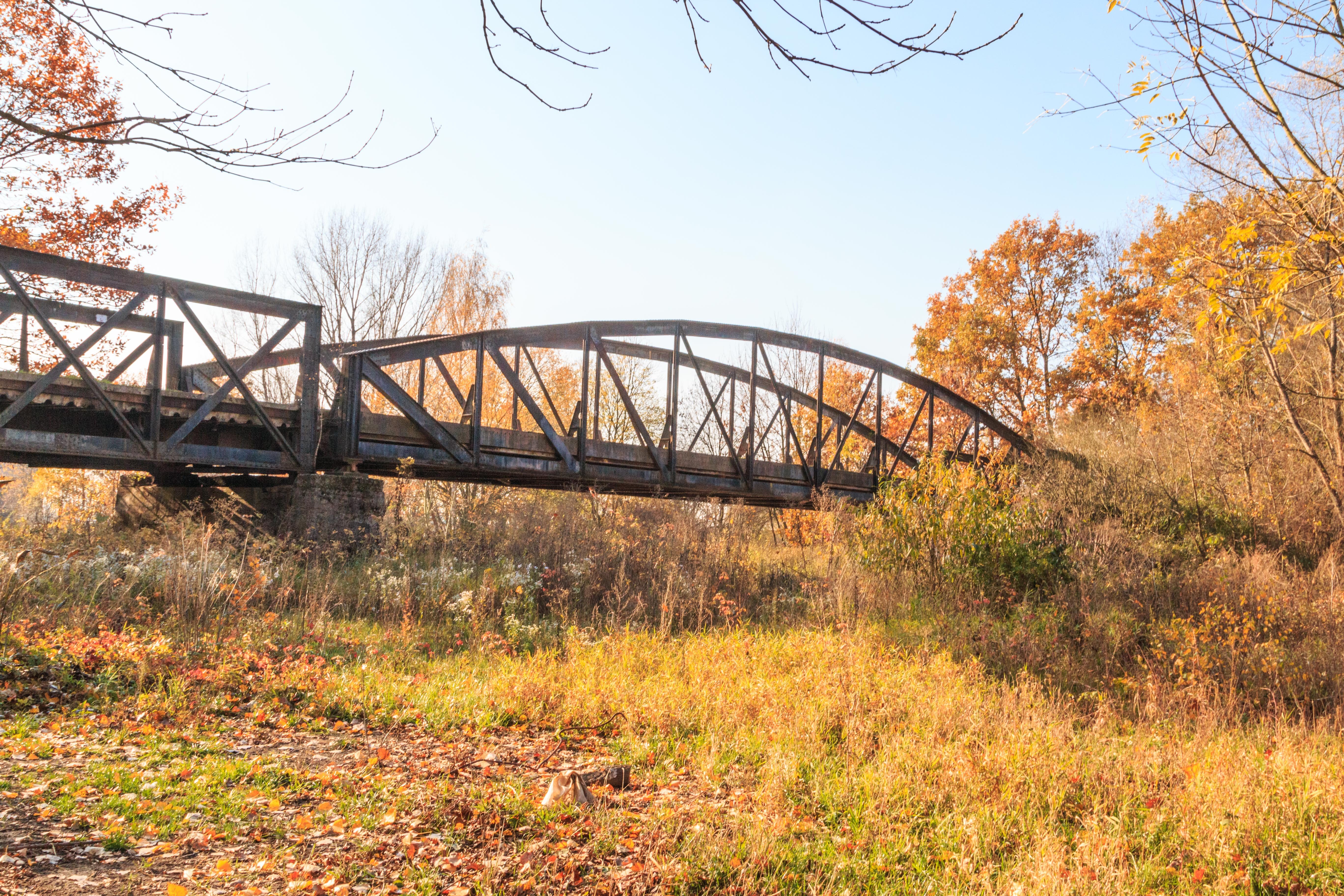
Pohled na most od severovýchodu
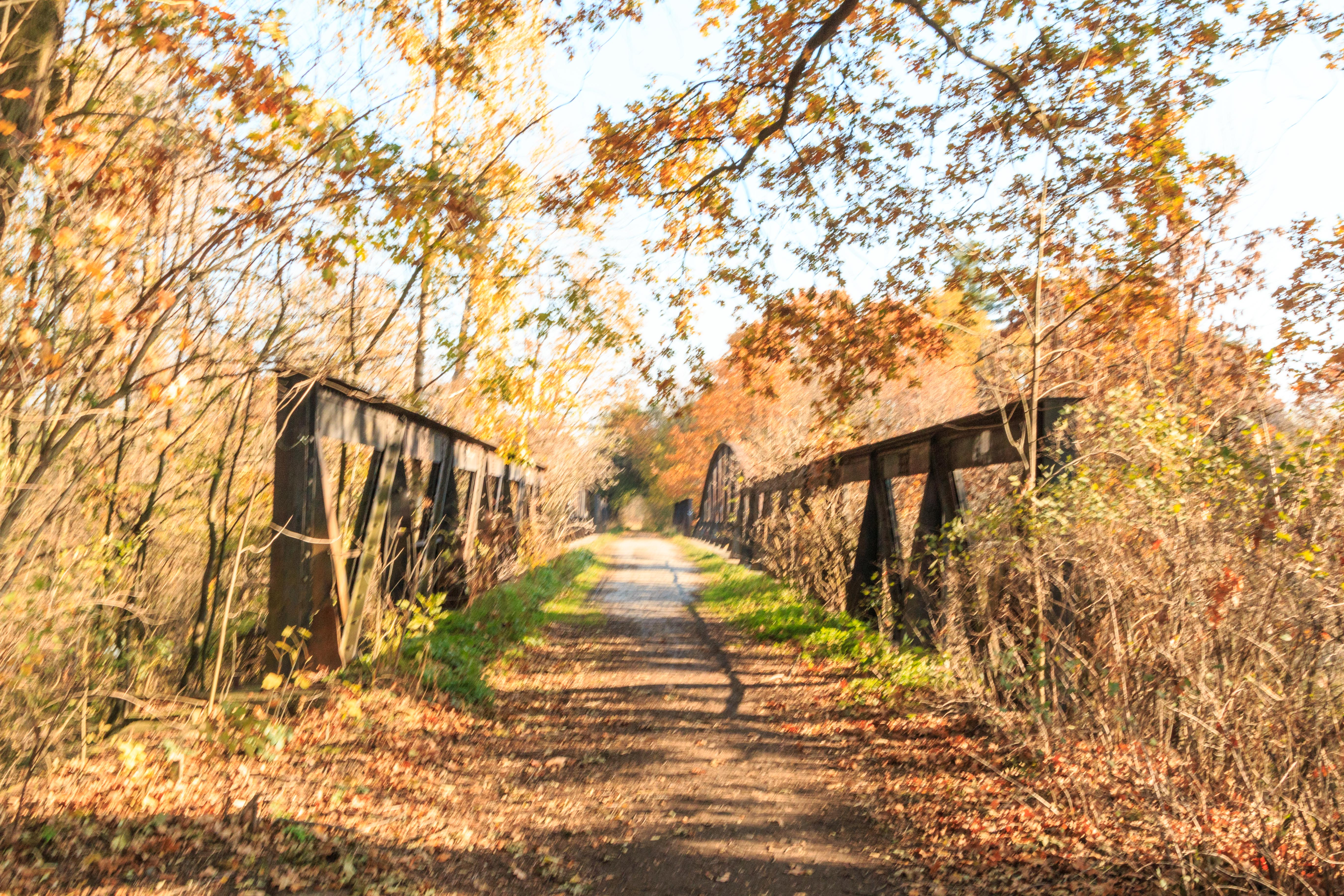
Pohled na most od západu
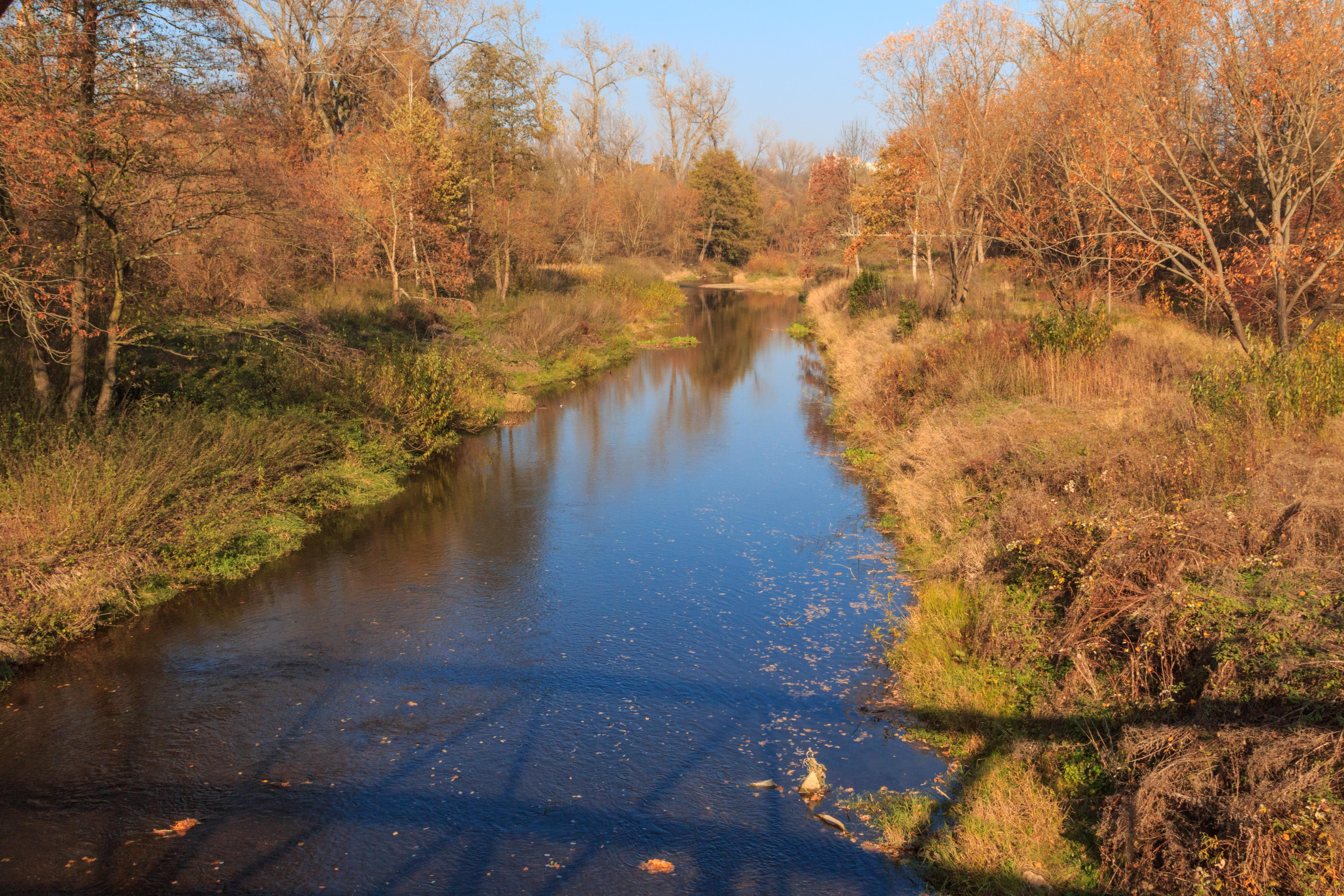
Pohled z mostu po proudu (vzadu částečně vidět Kohnův most)